# (7148) Reinholdbien
(7148) Reinholdbien (1047 T-1) – planetoida z pasa głównego asteroid okrążająca Słońce w ciągu 3,46 lat w średniej odległości 2,29 j.a. Odkryta 25 marca 1971 roku.